# Карлсхорст
Карлсхо́рст (нем. Karlshorst) — район в составе берлинского административного округа Лихтенберг (нем. Lichtenberg). Известен тем, что 8 мая 1945 года здесь был подписан Акт о капитуляции Германии во Второй мировой войне.

## Достопримечательности
- Музей Берлин-Карлсхорст
- Ипподром